# Koreanisches Olympisches Komitee

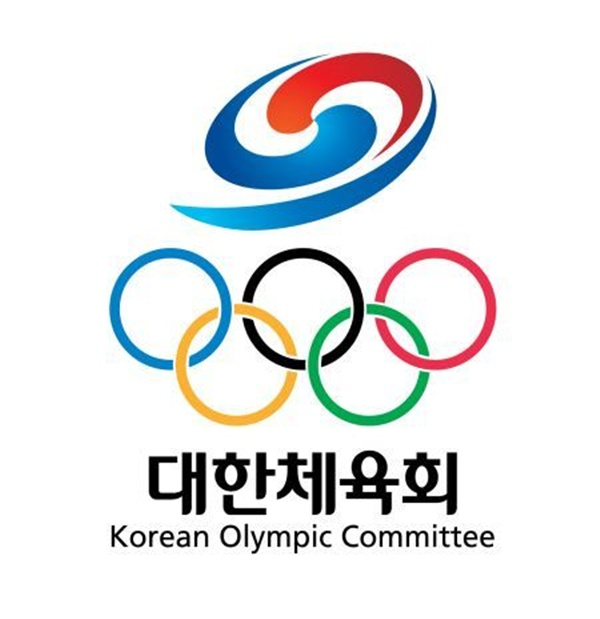
Logo des Koreanischen Olympischen Komitees.

Das Koreanische Olympische Komitee (koreanisch 대한체육회, engl. Korean Sport & Olympic Committee, kurz: KOC) ist das Nationale Olympische Komitee Südkoreas. Es wurde 1946 gegründet und organisiert die olympische Bewegung in Südkorea. Dabei kümmert es sich um die Teilnahme an Olympischen Spielen und die Ausrichtung von Sportveranstaltungen. Der aktuelle Präsident des KOC ist Ryu Seung-min (seit Anfang 2025). Seinen Sitz hat das KOC im Olympic Center im Olympic Park Seoul.

## Geschichte
Das Koreanische Olympische Komitee wurde 1946 gegründet. In der 41. Generalversammlung des Internationalen Olympischen Komitees im Jahr 1947 wurde das KOC offiziell vom IOC anerkannt und damit in die olympische Bewegung aufgenommen. Die ersten Olympischen Winterspiele, an denen Südkorea teilnahm, waren die Olympischen Winterspiele 1948 in St. Moritz. Die ersten Sommerspiele, an denen südkoreanische Teilnehmer partizipierten, waren die Olympischen Sommerspiele 1948 in London. Seitdem nahm das KOC an allen Olympischen Spielen mit Ausnahme der Olympischen Winterspiele 1952 in Oslo und der Olympischen Sommerspiele 1980 in Moskau teil. Trotz des Koreakrieges nahm es an den Olympischen Sommerspielen 1952 in Helsinki teil.
Das KOC holte die Asienspiele 1986 und die Olympischen Sommerspiele 1988, die beide vom Seoul Olympic Organizing Committee organisiert wurden, nach Seoul. Die Ausrichtung dieser Großereignisse erhöhte die Popularität einer Vielzahl von Sportarten in Südkorea wie auch das internationale Ansehen des Koreanischen Olympischen Komitees. Das Ansehen beruht zudem auf den sportlichen Erfolgen der koreanischen Mannschaft bei Olympischen Spielen, von 1984 bis 1988 erreichte sie sieben Mal die Top 10 der Nationenwertung. Das KOC richtete 1997 zudem die Winter-Universiade, 1999 die Winter-Asienspiele und 2006 die Generalversammlung der ANOC aus.

## Sponsoren
Das KOC hat auf nationaler Ebene Sponsorenverträge mit National Federation of Fisheries, Fuerza Sports, Green Hwajae Insurance, Global Tour und Choseon Pharm & Trading. Zudem partizipiert das KOC an den Einnahmen des TOP-Programms des IOC.

## Liste der Präsidenten des KOC

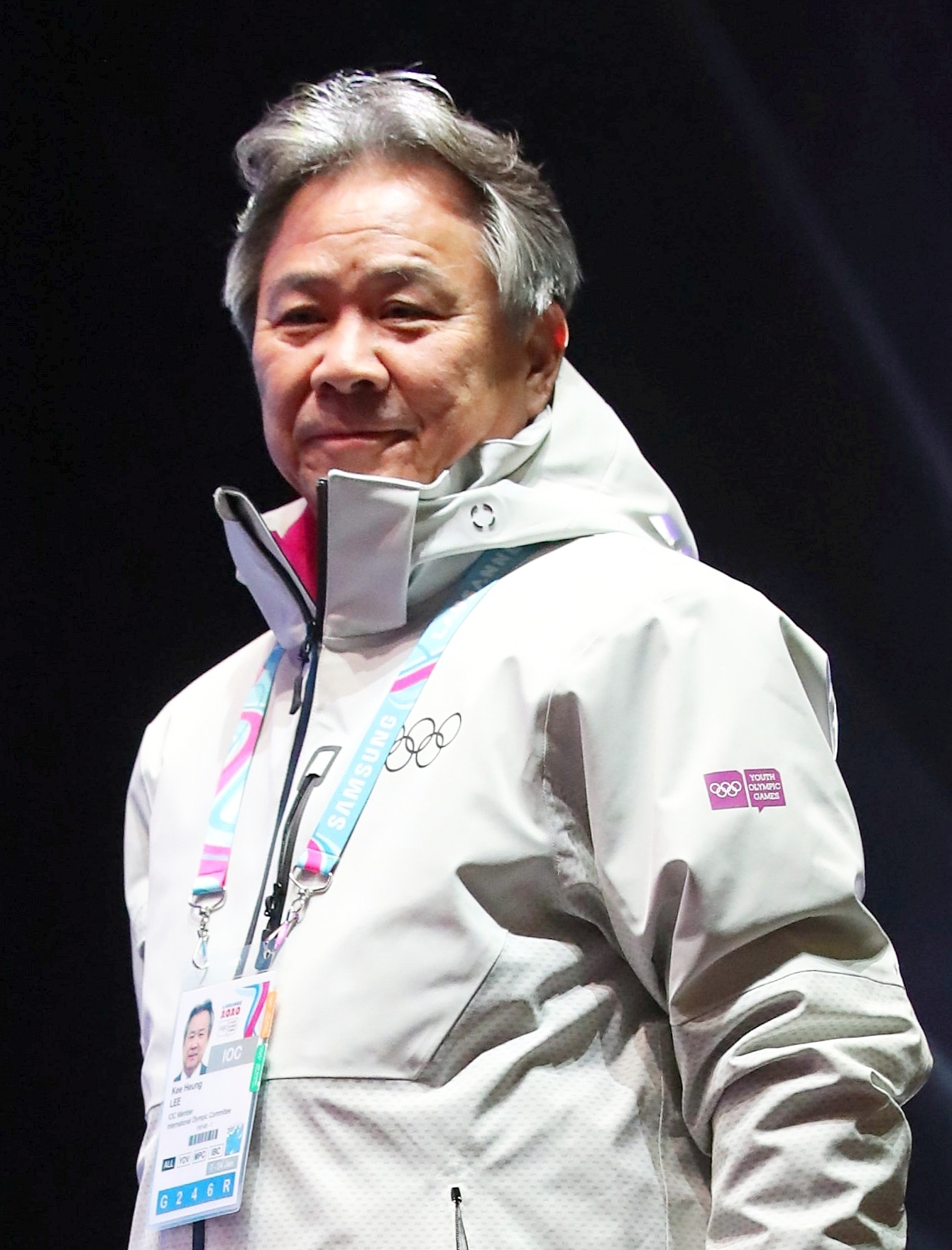
Lee Kee-heung in seiner Funktion als IOC-Mitglied bei den Olympischen Jugend-Winterspielen 2020.

Die Präsidenten des KOC in zeitlicher Abfolge:
- Ye Un-hyeng, 15. Juni 1947 bis September 1947
- Jung Hwan-bum, Februar 1948 bis September 1948
- Sin Ik-hee, September 1948 bis Oktober 1949
- Sin Hung-woo, Oktober 1949 bis Juni 1951
- Jo Ok-Byeng, Juni 1951 bis September 1952
- Lee Ki-boong, September 1952 bis April 1960
- Kim Dong-ha, Juli 1961 bis Januar 1962
- Lee Ju-Il, März 1962 bis Dezember 1962
- Lee Hyo, Dezember 1962 bis Januar 1964
- Lee Sang-beck, 10. Januar 1964 bis April 1966
- Chang Ki-young, 15. Juni 1966 bis Februar 1968
- Min Gwan-sik, 1. März 1968 bis 19. Januar 1970
- Kim Yong-woo, 5. Juli 1971 bis 20. November 1971
- Kim Taek-soo, 13. Februar 1974 bis 8. Februar 1976
- Park Chong-kyu, 15. Februar 1979 bis Juli 1980
- Jo Sang-ho, 14. Juli 1980 bis Juli 1982
- Jung Ju-young, 12. Juli 1982 bis Oktober 1984
- No Tae-woo, 2. Oktober 1984 bis April 1985
- Kim Jong-ha 26. April 1985 bis Februar 1989
- Kim Jong-yeol, 18. Februar 1989 bis Februar 1993
- Kim Un-yong, 24. Februar 1993 bis 12. März 2002
- Lee Yun-taek, 29. Mai 2002 bis 23. Februar 2005
- Kim Jung-gil, 24. Februar 2005 bis 28. April 2008
- Lee Yun-taek, 26. Mai 2008 bis 19. Februar 2009
- Park Yong-sung, 2009 bis 2013
- Kim Jung-haeng, 2013 bis 2016
- Lee Kee-heung, seit 2016
- Ryu Seung-min, seit Anfang 2025